# Telephanus guanacasteco
Telephanus guanacasteco es una especie de coleóptero de la familia Silvanidae.

## Distribución geográfica
Habita en Costa Rica.